# 長牙無刺鮟鱇
長牙無刺鮟鱇為輻鰭魚綱鮟鱇目棘茄魚亞目鬚角鮟鱇科的其中一種，分布於東太平洋的巴拿馬灣及哥斯大黎加，屬深海魚類，棲息深度可達910公尺，雌魚體長可達5公分。